# Geoff Knorr

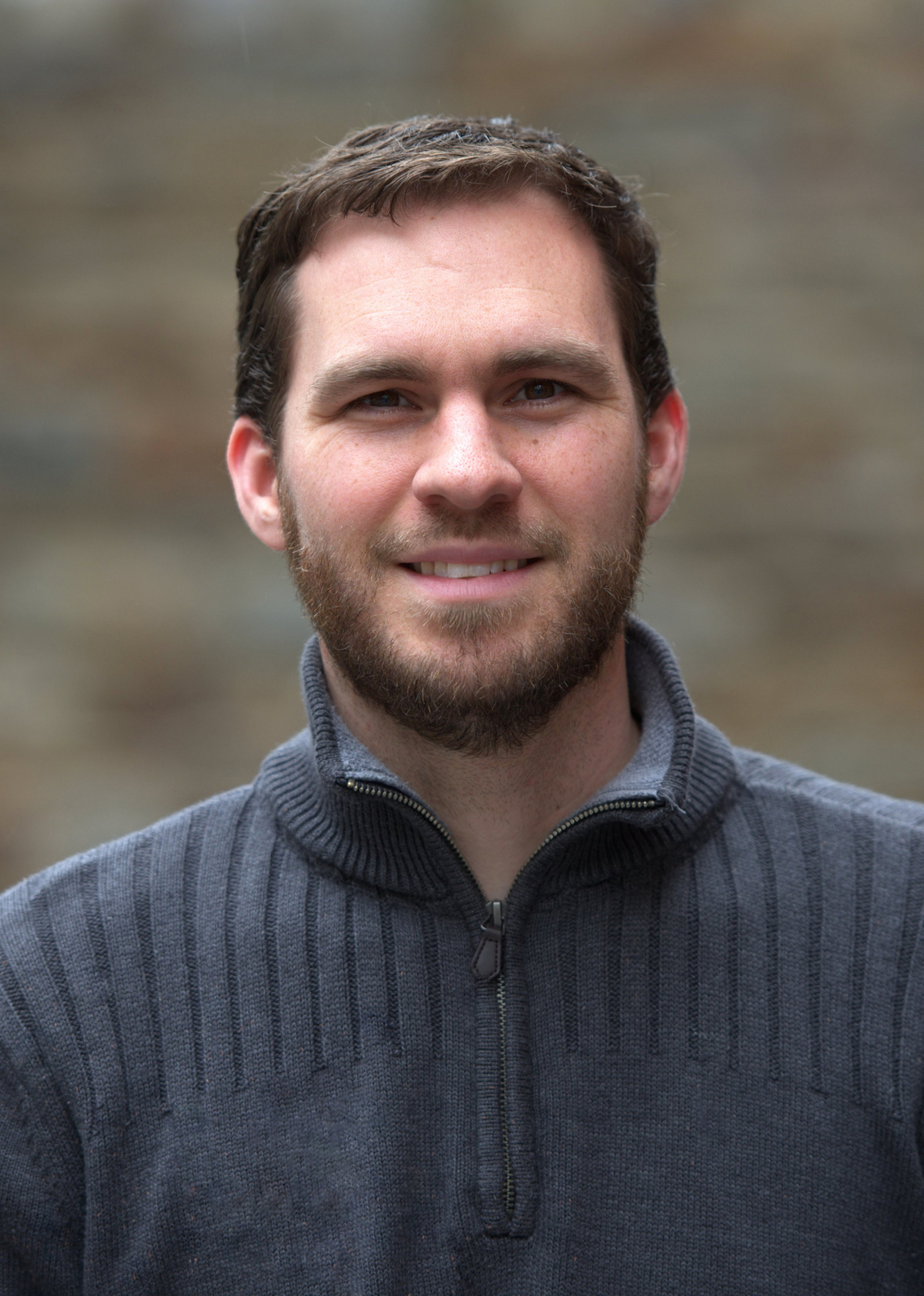
Geoff Knorr

Geoff Knorr (* 13. Juni 1985 in Framingham, Massachusetts) ist ein US-amerikanischer Videospielkomponist.

## Leben
Knorr wurde in Framingham, Massachusetts geboren und wuchs in Maritta, Georgia auf. Mit jungen Jahren nahm er Klavier- und Cellokurse. In der achten Klasse komponierte er sein erstes Musikstück. Er studierte Komposition bei Christopher Theofanidis und Michael Hersch und sammelte Kunst und Wissenschaften am Peabody Institute der Johns Hopkins University in Baltimore, Maryland.
Knorr kam zum ersten Mal auf die Aufmerksamkeit der Firaxis Sound-Team, als er die Vorbereitung auf die Choraufnahmen für Civilization IV wahrnahm. Seitdem arbeitet er als Komponist, Orchester- und Sounddesigner bei Firaxis Games und Stardock.

## Werke
| Spiel                                    | Jahr | Entwickler    | Notizen                                                                                      |
| ---------------------------------------- | ---- | ------------- | -------------------------------------------------------------------------------------------- |
| Beyond the Sword                         | 2007 | Firaxis       | Choir score preparation                                                                      |
| Civilization V                           | 2010 | Firaxis       | mit Michael Curran                                                                           |
| Elemental: Fallen Enchantress            | 2012 | Stardock      | mit Mason Fisher                                                                             |
| Gods and Kings                           | 2012 | Firaxis       | mit Michael Curran                                                                           |
| Brave New World                          | 2013 | Firaxis       | mit Michael Curran                                                                           |
| Haunted Hollow                           | 2013 | Firaxis       | Music und Sounddesign                                                                        |
| At the Gates                             | 2013 | Conifer Games | Hauptmenümusik                                                                               |
| Civilization: Beyond Earth               | 2014 | Firaxis       | Führender Komponist. Zusätzliche Musik von Grant Kirkhope, Michael Curran, und Griffin Cohen |
| Civilization: Beyond Earth – Rising Tide | 2015 | Firaxis       | Führender Komponist. Zusätzliche Musik von Grant Kirkhope und Griffin Cohen                  |
| Galactic Civilizations III               | 2015 | Stardock      | mit Michael Curran und Mason Fisher                                                          |
| Ashes of the Singularity                 | 2016 | Stardock      | mit Michael Curran und Richard Gibbs                                                         |
| Civilization VI                          | 2016 | Firaxis       | mit Roland Rizzo und Phill Boucher                                                           |

## Auszeichnungen
| Jahr | Auszeichnung                                                  | Resultat |
| ---- | ------------------------------------------------------------- | -------- |
| 2004 | ASCAP Morton Gould Young Composer Award                       | Gewonnen |
| 2014 | NACUSA Young Composers Competition, Ehrenvolle Erwähnung 2007 | Gewonnen |